# San Lucas, Salamanca
San Lucas är en ort i Mexiko.   Den ligger i kommunen Salamanca och delstaten Guanajuato, i den centrala delen av landet, 250 km nordväst om huvudstaden Mexico City. San Lucas ligger 1 898 meter över havet och antalet invånare är 137.
Terrängen runt San Lucas är huvudsakligen kuperad, men österut är den platt. Runt San Lucas är det ganska tätbefolkat, med 230 invånare per kvadratkilometer. Närmaste större samhälle är Salamanca, 19,1 km söder om San Lucas. Omgivningarna runt San Lucas är en mosaik av jordbruksmark och naturlig växtlighet.